# Masjalla Achmedov
Masjalla Achmedov (Russisch: Машалла Ахмед-оглы Ахмедов, Azerbeidzjaans: Maşalla Əhmədov) (Kirovabad, 2 juni 1959) is een voormalig voetballer van Azerbeidzjaanse origine die uitkwam voor de Sovjet-Unie. 

## Biografie
Achmedov speelde nagenoeg zijn gehele carrière voor Neftsji Bakoe, dat in deze tijd in de hoogste klasse van de Sovjetcompetitie speelde. In 1988, het jaar dat de club degradeerde bereikten ze de finale van de USSR Federation Cup, die ze verloren van Kairat Alma-Ata. In 1989 beëindigde hij zijn carrière.